# Tuinstraat (Amsterdam)

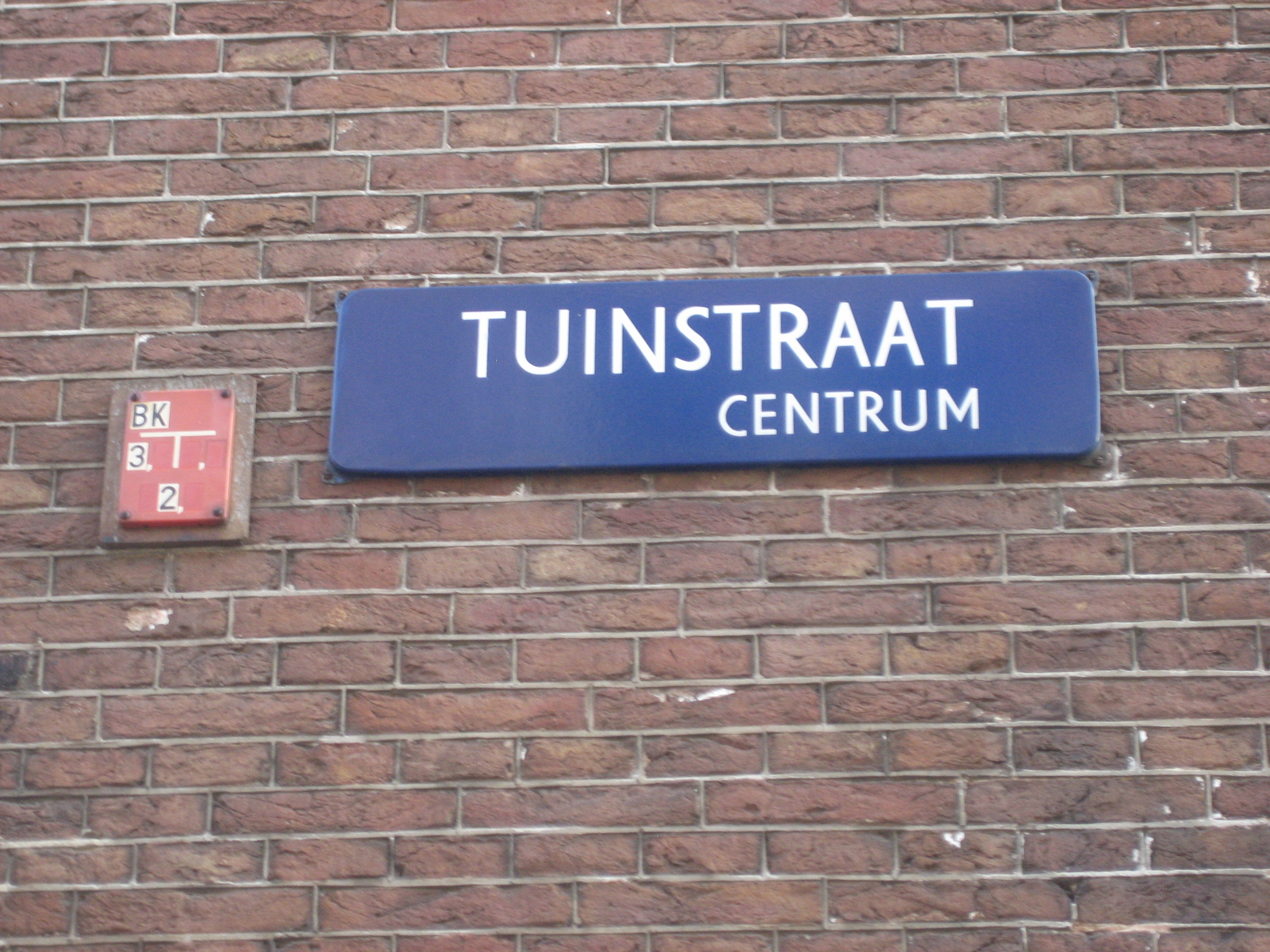
straatnaambordje

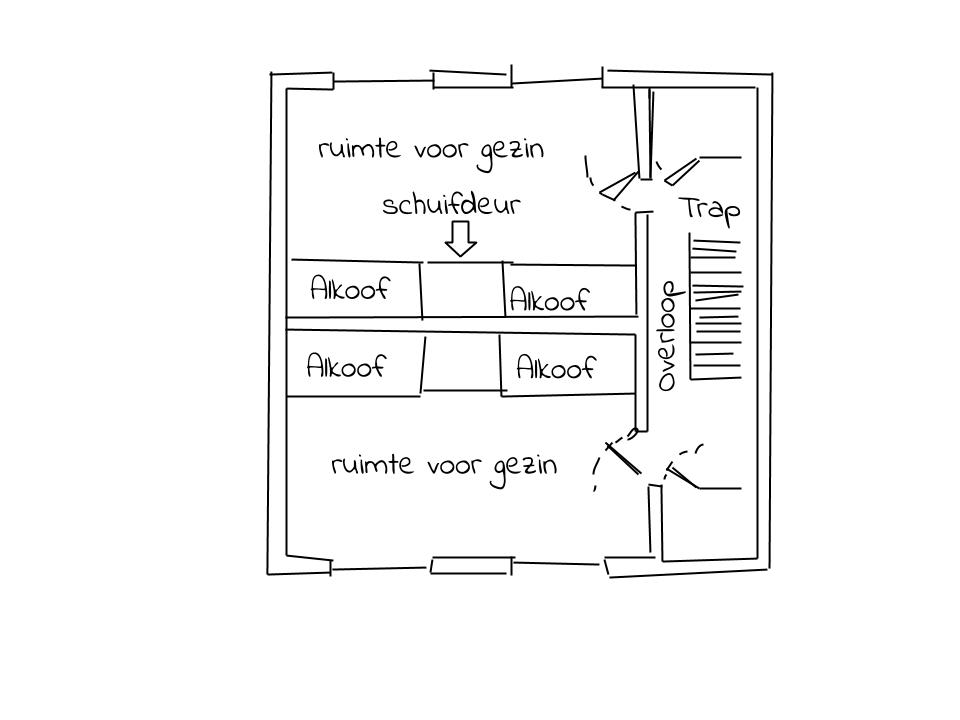
Plattegrond van een alkoofwoning in de Jordaan

De Tuinstraat is een straat in de Amsterdamse wijk de Jordaan, tussen de Lijnbaansgracht en de Prinsengracht. De Tuinstraat is ± 500 meter lang en kruist onder meer de eerste en tweede Tuindwarsstraat. De Nieuwe Tuinstraat ligt in het verlengde van de Tuinstraat voorbij de Lijnbaansgracht en loopt door tot de Singelgracht.

## Geschiedenis
De Tuinstraat, maar ook de Tuindwarsstraten en de Nieuwe Tuinstraat danken hun naam aan de gemeentewerf, de stadstimmertuin genoemd, die hier van 1612 tot 1660 was gevestigd. In dat jaar werd de werf verplaatst naar een andere plaats om ruimte te maken voor stadsuitbreiding.
De Jordaan is een wijk die ontstond in de eerste helft van de 17e eeuw. Een typische volksbuurt, waar veel loonwerkers woonden. De wijk veranderde toen veel arbeiders naar de grote stad kwamen tijdens de industriële revolutie. Dit was in de jaren 30 van de vorige eeuw. Ze woonden met hele gezinnen in kleine kamertjes, alkoofwoningen genoemd. De leef- en woonsituatie in de Jordaan was toen zeer slecht.
In de Tuinstraat zijn de huizen 137 t/m 143 en 166 t/m 172 begin 1900 nieuw gebouwd. Deze woningen vielen onder de sociale woningbouw en waren bedoeld om hardwerkende arbeiders die in de Jordaan nog vaak in alkoofwoningen woonden een betere woonsituatie te bieden.
De verkrotting van de Jordaan was in de jaren 60 zo ernstig dat de wijk op de nominatie stond om volledig gesloopt te worden. Dankzij wethouder Publieke Werken Han Lammers werd een begin gemaakt aan behoud en herstel van de Jordaan. Desondanks zijn vele authentieke huizen in de Tuinstraat verloren gegaan omdat zij te ver verkrot waren. Zo bleef het Claes Claesz. Hofje rond 1970 bewaard, hetgeen gevoerd werd met Gevelsteen Claes Claesz. Hofje van Hans 't Mannetje.

## Rijksmonumenten

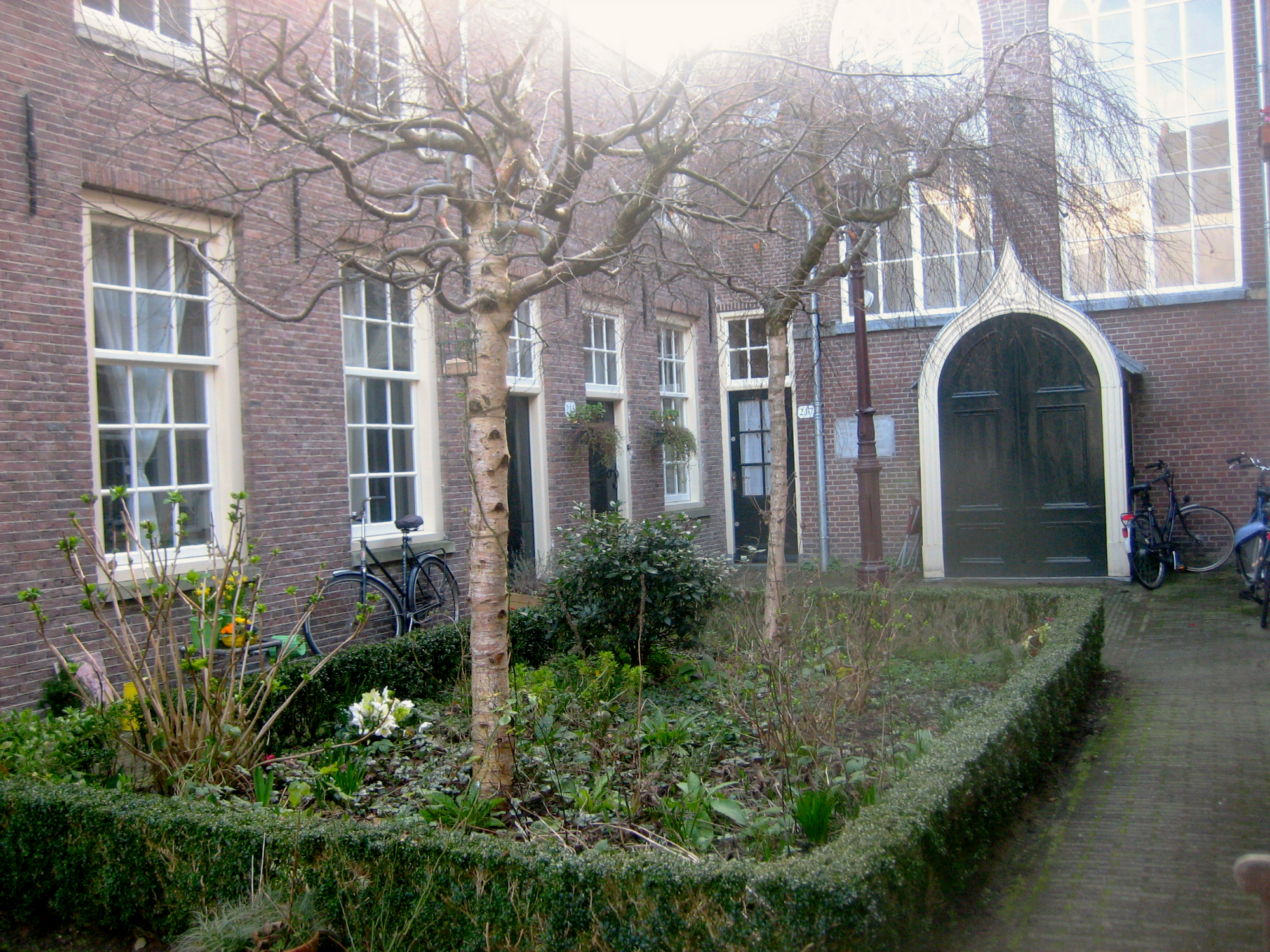
'Hofje de zeven keurvorsten'

Er zijn 22 rijksmonumenten in de Tuinstraat. Een opvallend rijksmonument in de Tuinstraat is het Hofje De Zeven Keurvorsten. Dit is een klassiek hofje, ommuurd en alleen toegankelijk via een ingang aan de Tuinstraat, die vroeger 's avonds werd afgesloten.

## Winkels
Er zijn geen winkels gevestigd in de Tuinstraat. Wel zijn er op de kruising met de Eerste en Tweede Tuindwarsstraat enkele winkels, restaurants en galeries.

## School

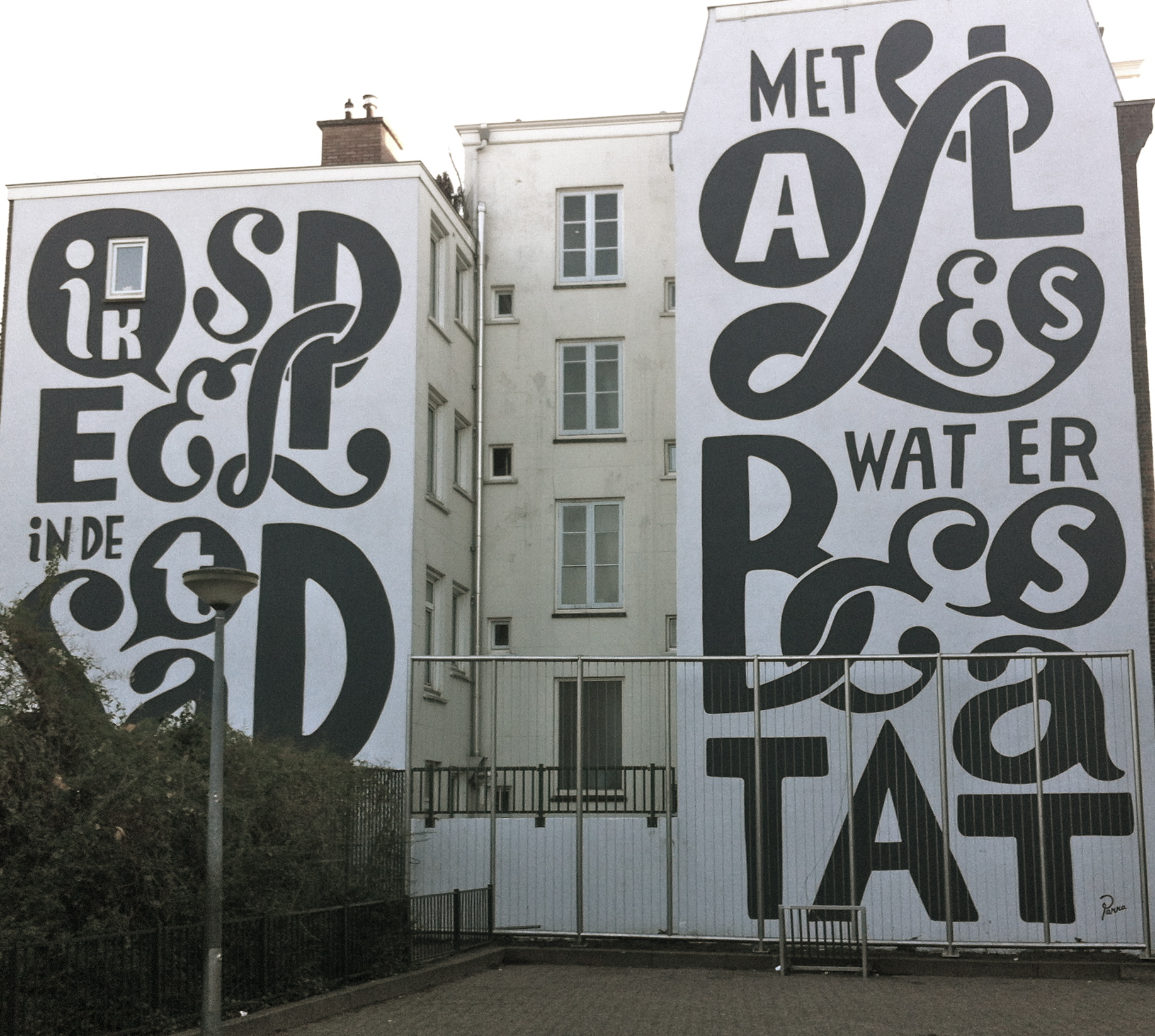
Kunstwerk Piet Parra, schoolplein Theo Thijssenschool

Aan de Tuinstraat zit het plein van de Theo Thijssenschool. De hoofdingang bevindt zich aan de Anjeliersstraat. De school is vernoemd naar Theo Thijssen. Hij was onderwijzer, schrijver en politicus en is opgegroeid in de Jordaan.
De door Piet Parra aangebrachte dichtregel op de muren aan het plein is een beeldbepalend kunstwerk. "Ik speel in de stad met alles wat er bestaat", is geschreven door Lisa van der Schouw, leerlinge van de school.

## Vermeldingen
- In het boek Kees de jongen van Theo Thijssen naar wie de bovengenoemde school vernoemd is, komt de Tuinstraat ook voor. Kees moet er naar kleermaker Kraak om een jasje te laten maken van een oude mantel van zijn opoe.